# Anna és a droidok
Az Anna és a droidok (eredeti cím: Annedroids) kanadai vegyes technikájú vígjátéksorozat, amely valós díszletekkel élőszereplős és 3D-s számítógépes animációs jelenetek ötvözésével készült, amit J.J. Johnson alkotott. A főbb szerepekben Addison Holley, Jadiel Dowlin, Adrianna Di Liello, Millie Davis és Raven Dauda látható.
Kanadában az Amazon Prime Video-n debütált 2013. április 19-én. Magyarországon a Disney Channel mutatta be 2015. augusztus 3-án.
A műsor célja a gyerekek oktatása a tudományra és a technológiára, a mérésre és a matematikára (STEM) egy 11 éves lány szemszögéből, a barátaival és a négy android alkotásával.

## Szereplők

### Emberek
| Szerep       | Színész            | Magyar hang    |
| ------------ | ------------------ | -------------- |
| Anne Sagan   | Addison Holley     | Hermann Lilla  |
| Nick Clegg   | Jadiel Dowlin      | Ács Balázs     |
| Shania       | Adrianna Di Liello | Gyarmati Laura |
| Maggie Clegg | Raven Dauda        | Botos Éva      |
| Garth        | Joey Nijem         | Gyarmati Zsolt |

### Droidok
| Szerep     | Eredeti hang   | Magyar hang       |
| ---------- | -------------- | ----------------- |
| P.A.I.T.I. | Millie Davis   | Sipos Eszter Anna |
| Szem       | Nem szólal meg | Nem szólal meg    |
| Kéz        | Nem szólal meg | Nem szólal meg    |
| Galambóc   | Nem szólal meg | Nem szólal meg    |
| Agyar      | Nem szólal meg | Nem szólal meg    |

## Évados áttekintés
| Évad | Évad | Epizódok | Eredeti kiadás   | Eredeti kiadás    | Magyar sugárzás    | Magyar sugárzás     |
| Évad | Évad | Epizódok | Évadpremier      | Évadfinálé        | Évadpremier        | Évadfinálé          |
| ---- | ---- | -------- | ---------------- | ----------------- | ------------------ | ------------------- |
|      | 1    | 13       | 2014. július 25. | 2014. október 30. | 2015. augusztus 3. | 2015. augusztus 19. |
|      | 2    | 13       | 2015. július 2.  | 2015. július 2.   | 2016. január 11.   | 2016. január 27.    |
|      | 3    | 13       | 2016. június 24. | 2016. június 24.  | 2016. július 11.   | 2016. július 23.    |
|      | 4    | 13       | 2017. március 3. | 2017. március 3.  | 2016. december 26. | 2017. január 1.     |